# 高木喜寛
高木 喜寛（たかぎ よしひろ、1874年（明治7年）11月10日 - 1953年（昭和28年）1月22日）は、日本の医学者・貴族院議員。男爵。

## 概要
1874年11月10日、日本初の医学博士となる高木兼寛の長男として東京に生まれる。父兼寛は海軍軍医として脚気撲滅で著名であり、父に同じく医学の道に進んだ。また、英国留学中にラグビーを親しみ、日本ラグビーフットボール協会初代会長も務めた。
1923年（大正12年）6月16日、貴族院男爵議員補欠選挙で当選し、公正会に所属して1947年（昭和22年）5月2日の貴族院廃止まで在任した。墓所は青山霊園(1イ10)。

## 年譜
- 1874年11月10日 誕生
- 1891年 キングス・カレッジ・ロンドン入学
- 1894年 セント・トーマス医科大学(現：キングスカレッジロンドン医学部）入学

大学在学中、ラグビーに出会い、熱中する。
- 1898年 セント・トーマス医科大学産婦人科卒業
- 1899年 セント・トーマス医科大学内科・外科卒業
- 1920年 男爵を襲爵
- 1928年 - 1947年 日本ラグビーフットボール協会会長（初代）
- 1942年 - 1947年 東京慈恵会医科大学学長（第二代）
- 1953年1月22日 狭心症のため78歳で没した。

## 家族
妻・志摩（1884-1989年）の兄弟は有島武郎、有島生馬、里見弴。志摩との間に長女・園子、長男・秀寛、次男・兼光、次女・美代子の2男2女をもうけた。園子は西洋古典学者・呉茂一の先妻。孫（秀寛の娘）にユミ・シャロー。